# Дружников, Юрий Ильич
Ю́рий Ильи́ч Дру́жников (настоящее имя Ю́рий Изра́илевич Альперо́вич, 17 апреля 1933, Москва — 14 мая 2008, Дэвис, Калифорния) — русский писатель, историк литературы, журналист, диссидент.
Начал литературную деятельность в 1960-х годах. Был завотделом науки в газете «Московский комсомолец». В 1987 году эмигрировал, сначала в Австрию, потом в США. До эмиграции был известен главным образом как детский писатель. С 1989 года — профессор Калифорнийского университета, председатель секции ПЕН-клуба «Писатели в изгнании». В 1993 году снялся в роли писателя в американском фильме «У времени в плену» («Prisoner of Time»).
Произведения переведены на четырнадцать языков. За роман «Ангелы на кончике иглы» (о московских журналистах, о подавлении Московской весны после Пражской) награждён премией имени Достоевского Союза польских писателей.

## Книги

### Под именем Юрий Израилевич Альперович
- Автоматы в поле. М., Советская Россия, 1962 (в соавторстве с В. С. Красновым).
- 1964 — Азбука автоматики (сборник). М., Молодая гвардия.
- На полях будущего. М.: Политиздат, 1964.
- 1967 — Ищите Архимедов! Размышления о том, какими мы можем стать, если… М., Знание.
- 3 333 333 богатыря. М., Молодая гвардия, 1967
- Часы досуга нашего. М., Знание, 1968.
- 1969 — Чебуреки, или Похождения Линейкина-сына в калошах без зонтика. М., Советская Россия.
- 1970 — Республика чудаков, или 1000 и одна страсть. М., Молодая гвардия.

### Под псевдонимом Юрий Ильич Дружников
- 1971 — Что такое не везёт
- Не за тридевять земель. М., Знание, 1972.
- 1974 — Скучать запрещается! [печатный текст] / Дружников, Юрий Ильич, Автор (Author); Яковлева, Т. Е., Редактор (Editor); Оффенгенден, И. М., Художник (Artist). — Москва : Политиздат, 1974. — 156, [6] с.: ил.; 20 см. — (Библиотечка семейного чтения) .- 100 000 экземпляров 25 к.[3]
- 1974 — Спрашивайте, мальчики. М.: Московский рабочий.
- 1976 — Подожди до шестнадцати. М.: Московский рабочий.
- 1987 — «Доносчик 001, или Вознесение Павлика Морозова» (одна из самых известных работ, книга про Павлика Морозова).
- 1988 — Ангелы на кончике иглы (роман был написан в 1969—1976 годах, попал в самиздат и был вывезен в США в виде микроплёнки).
- 1991 — Микророманы
- 1993 — Досье беглеца (По следам неизвестного Пушкина)
- 1995 — Русские мифы
- 1995 — Я родился в очереди
- Доносчик 001 или Вознесение Павлика Морозова. М.: Московский рабочий, 1995.
- 1998 — Виза в позавчера
- Избранное в 2-х томах. СПб., Пушкинский фонд, 1999
- 2000 — Вторая жена Пушкина
- Ангелы на кончике иглы. Екатеринбург. У-Фактория, 2001.
- Русские мифы. Екатеринбург. У-Фактория, 2001
- 2002 — Дуэль с пушкинистами
- 2003 — Узник России. По следам неизвестного Пушкина. М., Голос-пресс.
- 2003 — Суперженщина
- Дуэль с пушкинистами. Псков, 2004
- 2005 — Там — это вам не тут!
- 2008 — Первый день оставшейся жизни

### Беседы, интервью
- Глава «Вместо самиздата графоманиздат» в «Что век грядущий нам готовит?» // «Время и мы» 2000 год № 146, с. 16 — 18
- Есть ли связь между Пушкиным и Павликом Морозовым?
- «Россия такая большая, что лучше видна издалека»
- Исповедь самиздатчика, или я пишу для XXI века
- От «Бесов» до «Ангелов»
- Миф, который всегда с нами
- Культ доноса
- Роман как катарсис